# Jabón líquido

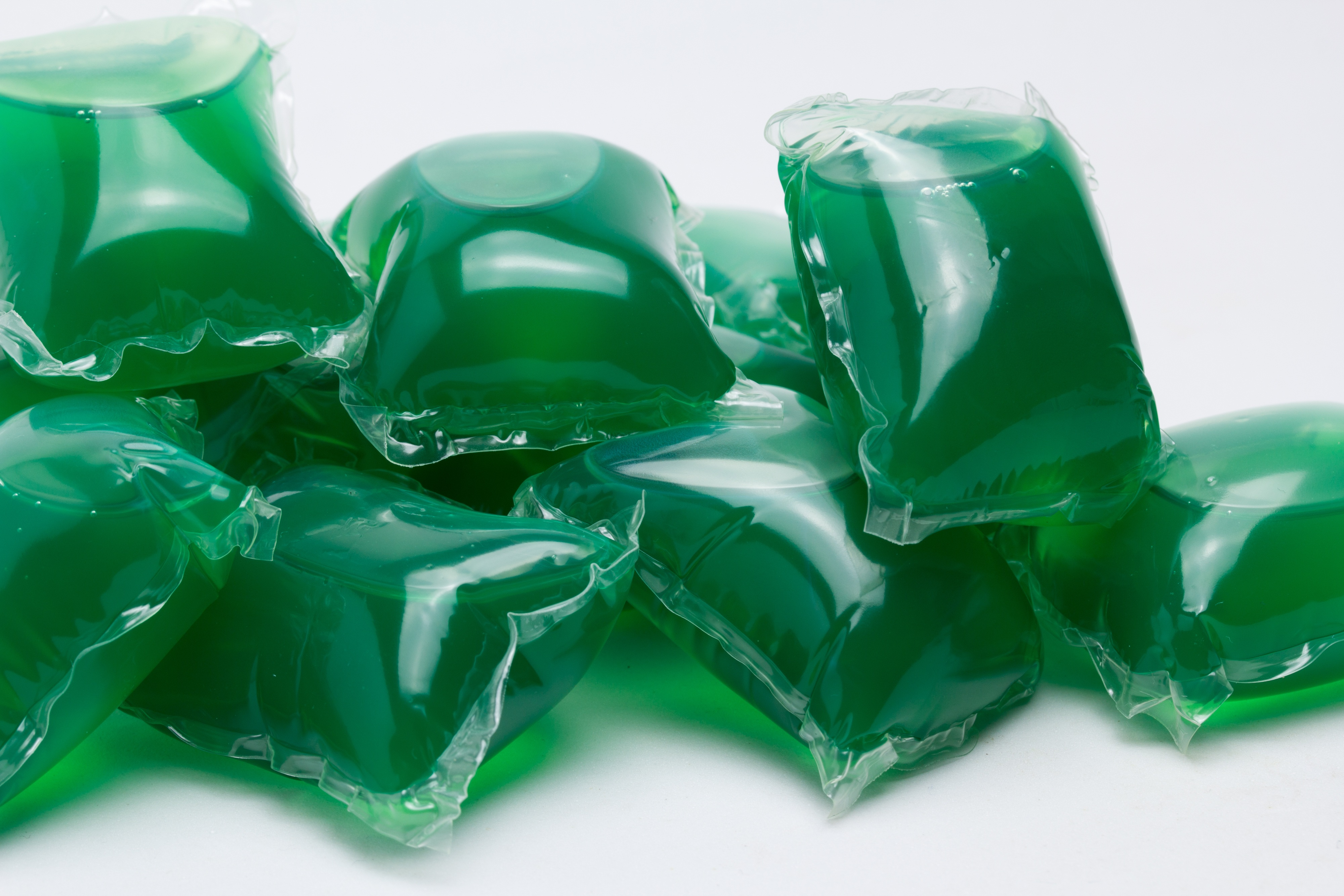
Jabón líquido

El jabón líquido es un tipo de jabón de consistencia viscosa que se inventó en el siglo diecinueve.

## Historia
En 1865, William Shepphard patentó una versión líquida de jabón, que consistió en mezclar una pequeña cantidad de jabón convencional y amoníaco, para hacer que el jabón tuviera una consistencia viscosa.
En 1898, B.J. Johnson desarrolló un jabón derivado de aceites de palma y de oliva; su compañía, la B.J. Johnson Soap Company, introdujo la marca de jabón Palmolive. Esta nueva marca de jabón se hizo popular rápidamente, y en tal medida que B.J. Johnson Soap Co. cambió su nombre a Palmolive.
La preocupación del humano por la limpieza del cuerpo y de su entorno se conoce desde siempre, es por eso que la manufactura del jabón es una de las síntesis químicas más antiguas. Por ejemplo, las tribus germánicas de la época de César, hervían sebo de cabra con potasa (hidróxido de potasio) que obtenían por lixiviación de las cenizas del fuego de leña.

## Fabricación
El jabón se obtiene de la saponificación de aceites o grasas con un alto contenido de ácido oleico y una mezcla proporcional de hidróxido de sodio y potasio. Estas sustancias se calientan hasta fundir la mezcla de grasas vegetales o animales. La química moderna ha refinado las materias primas, así como la técnica, pero la fabricación del jabón es básicamente la misma que hace dos mil años: un ácido graso (de origen vegetal o animal) se combina con una solución de agua y un álcali (hidróxido de sodio o potasio) produciendo así jabón y glicerina, esta reacción se conoce como saponificación. Los jabones blandos se producen con aceite de lino, aceite de algodón y aceite de pescado, y se saponifican con hidróxido de potasio, éstos son más que todo los jabones líquidos para la higiene (champú, geles, jabón y espuma de afeitar, entre otros). Estos jabones también pueden traer diferentes aromas.